# Johann Rosenmüller
Johann Rosenmüller (auch: Giovanni Rosenmiller; * um 1619 in Oelsnitz/Vogtl.; † 1684; begraben am 12. September 1684 in Wolfenbüttel) war ein deutscher Komponist.

## Leben

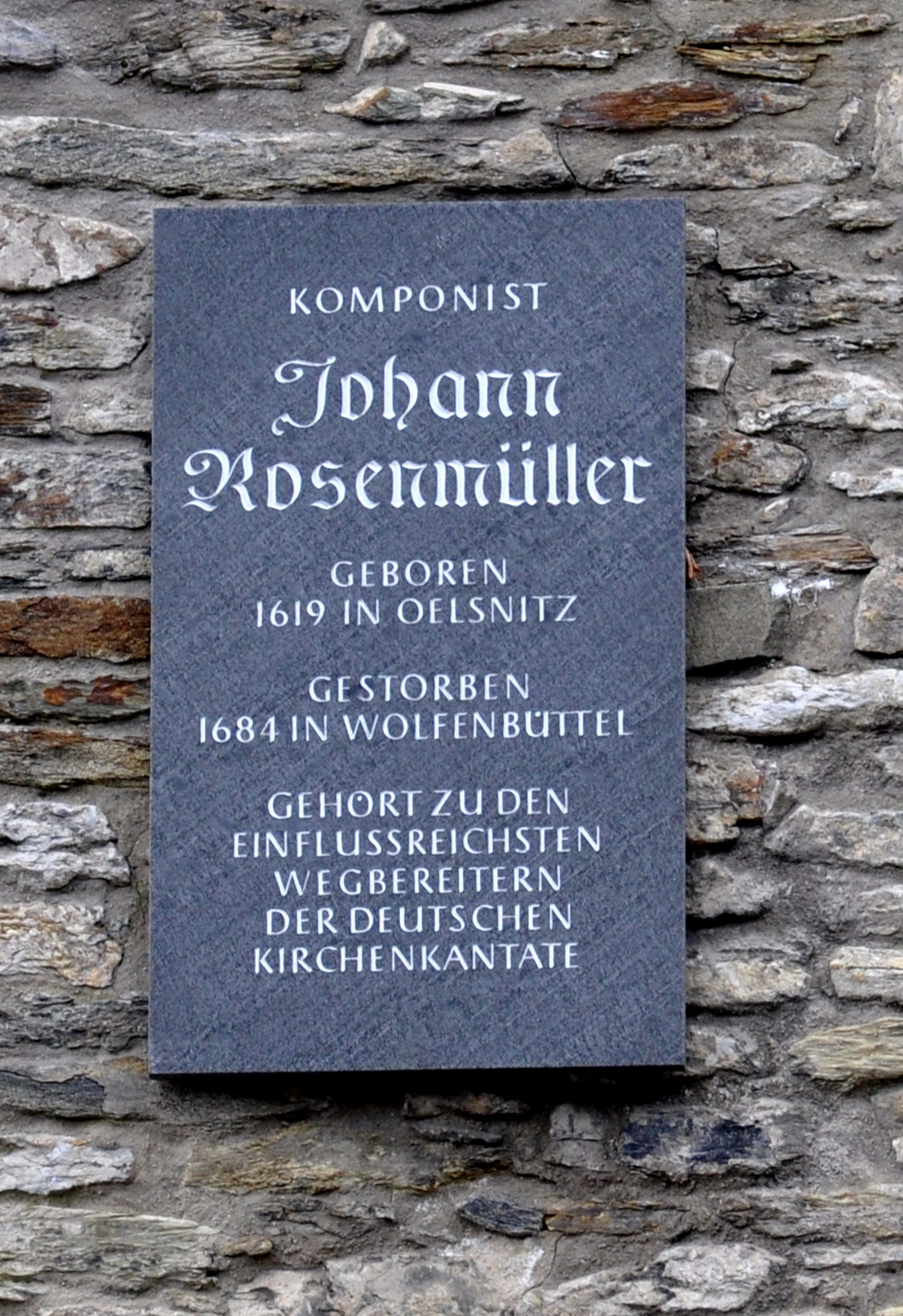
Gedenktafel für Johann Rosenmüller in seiner Geburtsstadt Oelsnitz

Johann Rosenmüller studierte um 1640 an der theologischen Fakultät der Leipziger Universität. Bald darauf wurde er als „Collaborator“ und „Baccalaureus funerum“ an die dortige Thomasschule berufen, wo er um 1640 bis 1655 auch die Kantoratsdienste in der Vertretung des Thomaskantors Tobias Michael versah. Er reiste 1645/1646 nach Italien. Ab 1651 war er Organist der Leipziger Nikolaikirche, später auch an der Thomaskirche.
Nachdem ihm 1653 schon Aussichten auf das Amt des Thomaskantors eröffnet worden waren, wurde er im Mai 1655 plötzlich inhaftiert und aller Ämter enthoben. Nach einem an den Dresdner Kanzleikopisten Johannes Daum (1600–1670) gerichteten Schreiben vom 10. Mai 1655 hatte Johann Rosenmüller zwischen 1653 und 1655 mit mehr als 20 seiner untergebenen Schüler das „Sodomitische Knabenschänden […] auf gut Italienisch“ getrieben. Ende April 1655 hatte sich Rosenmüller schriftlich sechs Knaben an der Thomasschule bestellt, um mit ihnen diese „Sodomiterey“ erneut zu begehen. Die von Rosenmüller geschriebenen Briefe an die Knaben wurden vom Konrektor der Thomasschule Rappolt gefunden und dem Leipziger Superintendenten Lange übergeben. Laut einer Klageschrift des sächsischen Consistoriums gegen den Rat der Stadt Leipzig berichtete der Superintendent D. Christian Lange, dass der Rat der Stadt „zu gründlicher erkundigung des bey dieser Stadt von Johann Rosenmüllern erschollenen bösen geschreyes etliche Schulknaben haben abholen lassen“ und diese Knaben „haben beystecken laßen undt annoch in gefänglicher hafft behalten“. Das Consistorium verlangte Auskunft über die Beweggründe des Rates für dieses Vorgehen. Der Rat der Stadt erwiderte, dass Rosenmüller „per publicam famam grober Excesse bezüchtiget“ wurde und „so wohl auch etliche Schulknaben in der Schule zu S. Thomas desuper in Verdacht gezogen worden“. Bevor es zu einer genaueren Untersuchung kommen konnte, floh Rosenmüller nach Italien. Der Rat hat „darauff nach erlangter Nachricht untere iurisdiction wieder die Knaben uns gebrauchet, auch etliche derselben zu Hafft bracht undt inquisitorie procediert, die Knaben examinirt“. Der Rat der Stadt ließ die sechs Knaben verhaften, worüber sich das Consistorium beklagte, da es seine Rechte verletzt sah. In einem Valedictionsbrief von 1655 schreibt ein Alumne der Thomasschule, dass er die Schule verlasse, um dem grundlosen Gerede zu entgehen, Rosenmüller „lasciviam suam mecum exercuisse“ (‚Rosenmüller habe seine schändliche Lust an mir befriedigt‘). Unter dem Begriff „Sodomiterey“ ist im 18. Jahrhundert „die Sünde Sodoms“ zu verstehen, das Verbrechen, das in dieser Stadt herrschte und in der „unnatürlichen Vermischung mit Personen einerley Geschlechts bestand, und wovon die Knabenschänderey eine Art ist“.
Der Thomasschulrektor Johann Gottfried Stallbaum schreibt: „Es wird davon berichtet, daß er einen besondern Chor unter seine Direction bekommen habe. … er vielleicht die Leitung der Musiken in der Nicolaikirche übernommen hatte, die damals ihren besondern Cantor gehabt haben soll. Zum ordentlichen Cantorate an der Thomasschule ist er, wie wir gewiß versichern können, niemals gelangt. Eines unnatürlichen Vergehens wegen gerieth er 1655 in Verhaft; entflohe jedoch daraus, ging zunächst nach Hamburg, und begab sich dann nach Italien.“
Der späteren Überlieferung nach floh Rosenmüller zunächst nach Hamburg und dann nach Venedig. Hier baute er sich als Posaunist am Markusdom und auch als Komponist eine neue Existenz auf. Bald nannte er sich Giovanni Rosenmiller. Während seines 24-jährigen Aufenthaltes in der Lagunenstadt wurde er ein angesehener Mann. Eine Zeit lang war er Kapellmeister am Ospedale della Pietà, wo später Antonio Vivaldi wirkte. Aber auch seine Kontakte nach Deutschland brach er nicht gänzlich ab – 1660 wurde vom Weimarer Hof ein Bote nach Venedig geschickt, um bei dem Komponisten Musikalien zu erwerben, 1673 kam Johann Philipp Krieger aus Bayreuth als Schüler zu ihm. 1682 kehrte Rosenmüller als Hofkapellmeister des Herzogs Anton Ulrich von Braunschweig-Wolfenbüttel nach Deutschland zurück. Er verstarb zwei Jahre später in Wolfenbüttel.

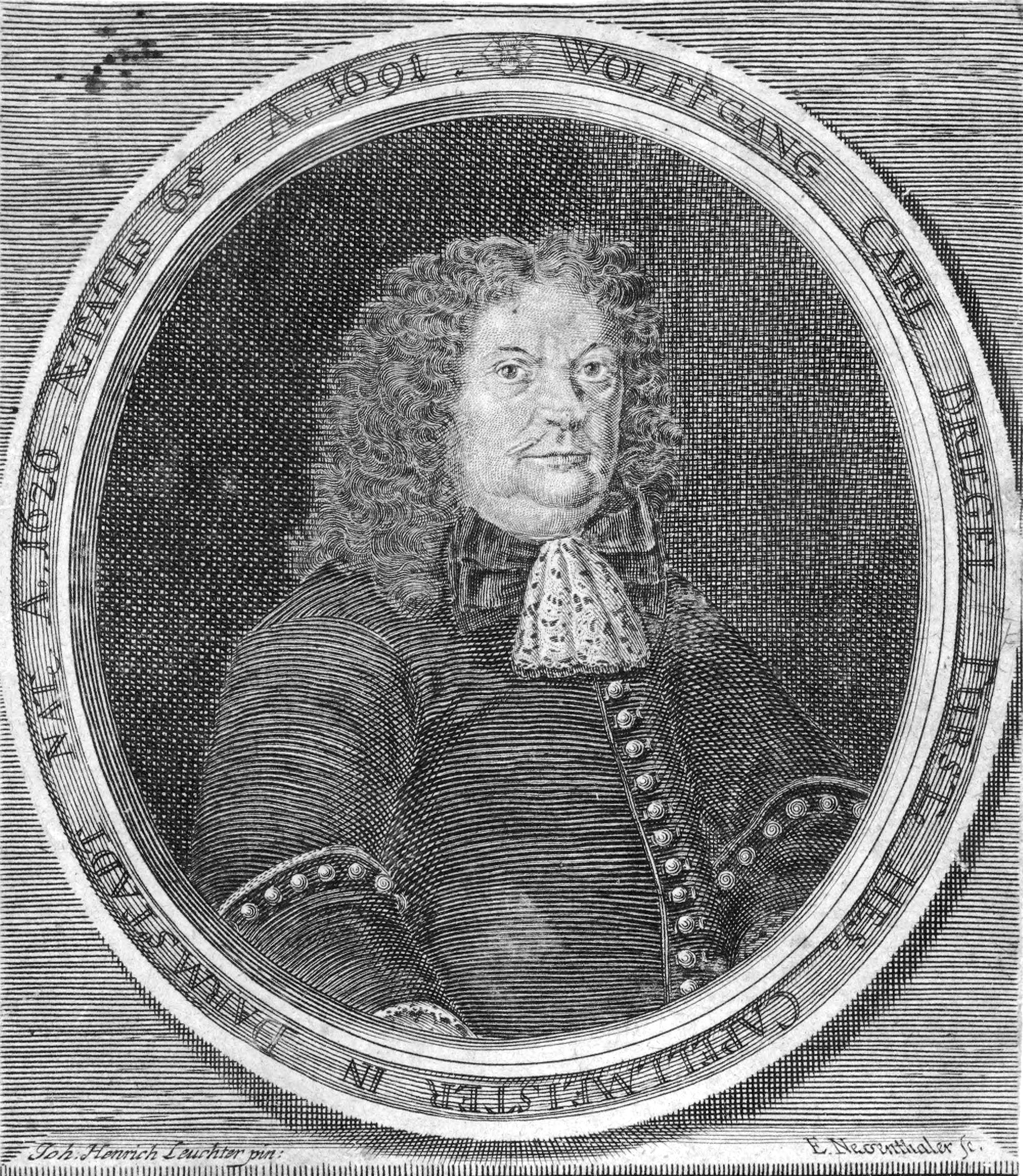
Porträt Wolfgang Carl Briegel

Joachim Meier (1661–1732), der Rosenmüller persönlich kannte, schreibt in seinem Buch Der anmaßliche Hamburgische Criticus sine Crisi von 1728, dass Rosenmüller dem Komponisten Wolfgang Carl Briegel (1626–1712) in Darmstadt „so gleich sahe / daß man leicht einen vor den andern hätte ansehen können / wiewohl Briegel als ein Doucer Mann Ihm weder in moribus noch in der Composition gleich kam“.

## Grabinschrift
Beigesetzt ist Johann Rosenmüller im Bereich der Wolfenbütteler Kirche St. Johannis. Dort befindet sich ein Epitaph mit folgender Inschrift (in deutscher Übersetzung):
JOHANN ROSENMÜLLER,

der Amphion seines Jahrhunderts,

aus Oelsnitz im Voigtlande,

hat nach 30-jährigem Studium der Italiener,

nachdem er die Anleihe in Deutschland im Dienste des Fürsten

unter den Kunstfreunden als Kapellmeister zurückerstattet hatte,

die Macht des unentrinnbaren Schicksals,

nachdem seine Zeit durch den Ablauf von 13 Lustren erfüllt war,

hinweggerafft.

Darum weh! wird dürr der durch den Südwind verheerte Rosengarten!

Jene süße, herzrührende und rosige Weise ist verklungen.

Der Mühle ist Ruhe verkündet! Schweiget!

Erloschen ist die Leuchte, die weit über Europa hin strahlte!

Weine! Weine Wanderer!

Doch mit Maß. Nicht ganz ist er der Totengöttin anheim gefallen.

In seinem edleren Teil lebt er ewig, die Krone der Musik.

Es lebt des Rosenduftes heftiges Strömen,

da in dem herzoglichen Heiligtum das Bleibende der Rosen aufbewahrt ist,

das in dem süßen Wohlklang der tönenden Gesänge

bald wieder genossen werden mag.

Geh, Wanderer, sorge [dafür],

dass du einst dem symphonischen Chor der Himmlischen dich gesellst!

Im Jahre Christi 1684.

## Nachwirkung
Die Musik Johann Rosenmüllers wird auch im 21. Jahrhundert aufgeführt. Zahlreiche Werke sind auf Tonträgern eingespielt worden, gemeinfrei im Internet (siehe Weblinks) und im Handel vertreten. Das 1995 gegründete Instrumentalensemble für Alte Musik um Arno Paduch gab sich den Namen „Johann Rosenmüller Ensemble“.

## Werk
Rosenmüllers Werk besteht neben zahlreichen geistlichen Chorwerken aus Suiten- und Sonatenkompositionen, die bedeutende Stufen in der Entwicklung dieser Formen darstellen.
1. Instrumentalwerke
1.1. Gedruckte Sammlungen
- Paduanen, Alemanden, Couranten, Balletten, Sarabanden. Leipzig 1645.
- Studenten-Music. Leipzig 1654.
- Sonate da Camera. Venedig 1670.
- Sonate à 2, 3, 4 è 5 Stromenti da Arco & Altri. (12 Sonaten). Nürnberg 1682.

1.2. Sonstige Instrumentalwerke
- Ballete. (zwei), Ballon, Handschrift Sbd. 40293
- Canones. (vier), Handschrift.
- Sonate. (drei) aus dem Druck von 1670, Handschrift Cod. Rost.
- Sonate. (zwei), Sammlung Drese, Handschrift, verschollen.
- Sonate. e-Moll, für 2 Violinen und B. c., Sammlung Estensische Sammlung, Handschrift.

2. Vokalwerke
2.1. Deutsche Vokalwerke
2.1.1. Choräle
- Straf mich nicht in deinem Zorn.

2.1.2. Sterbelieder
- Alle Menschen müssen sterben. (2S, A, T, B, Instr.). Gedruckt unter dem Titel: Letzte Ehre, / Welche / Dem Ehrenvesten, Vorachtbarn und / Wohlvornehmen / Herrn Paul von Hensberg, / alten Bürger und berühm / ten Handelsmann: / Als derselbe den 28. Maji früh üm 5 Vhr seines Alters / im 66. Jahr, in Christo seinem Erlöser sanfft und selig entschlaffen / und hernach den 1. Junii mit ansehnlicher Begleitung in seine Ruhstadt getragen wurde. / Denen Hochbetrübten, als Frau Wittwe, Kindern, / Herren Schwägern und Freunden zu Trost, und zur bezeigung seines Christlichen Mitleidens mit seiner / Poesi und Musick erweisen wollen / Johannes Rosenmüller. Q. Bauch / F. Lanckisch, Leipzig 1652.
- Welt ade, ich bin dein müde. (S, A, T, B, Instr.). Gedruckt unter dem Titel: Valet- u. Trost-Lied… Abraham Tellern. T. Ritzsch, Leipzig 1649, 2/1652. (Sterbelied für die am 27. Februar 1649 gestorbene Johanna Magdalena Teller, die Tochter von Abraham Teller, Archidiakonus an der Kirche St. Nicolai in Leipzig.)
- Ach! Printz Christian. (2S, A, T, B, Instr.), Coburg o. J., Druck in: Coburgisches Ach über das… Abbleiben… Christian Hertzogen zu Sachsen.

2.1.3. Weltliche Lieder
- Freund, dein Lob hat durch die Lufft. (S, A, T, B, Instr.). Gedruckt unter dem Titel: Glückwünschung / An Hn. Friederich Blumbergen / von Schneeberg / Als er zu Leipzig Magister worden / von zweyen / guten Freunden / überbracht, unter welchen die Music / Johann Rosenmüllers. / Fried. Lanckisch Erben, Leipzig 1650.

2.1.4. Dialoge
- Ach daß Gott erbarm. Sammlung Michaeliskirche Erfurt, Handschrift Mus. ms. 18899.
- Ach Herr es ist nichts Gesundes an meinem Leibe. Sammlung Jacobi (Landesschule Grimma), Handschrift.
- Bleibe bei uns Herr. Sammlung Bokemeyer, Handschrift Mus. ms. 18884.
- Christus ist mein Leben. Sammlung Michaeliskirche Erfurt, Handschrift Mus. ms. 18906.
- Es gingen zween Menschen. Sammlung Michaeliskirche Erfurt, Handschrift Mus. ms. 18907.
- Es waren Hirten auf dem Felde bei den Hürden. Sammlung Koch, Handschrift, 1945–1999 verschollen.
- Herr, mein Gott, wende dich. (Zur Orgelweihe in Borna 1654), Manuskript in der Sächsischen Landesbibliothek – Staats- und Universitätsbibliothek, Dresden, Mus.1739-E-501 (RISM ID no. 211004932).
- Selig sind die Augen. Sammlung Michaeliskirche Erfurt, Handschrift Mus. ms. 18894
- So spricht der Herr, beschicke dein Haus. Sammlung Bokemeyer, Handschrift, Mus. ms. 18884.
- Vater ich habe gesündigt. Sammlung Jacobi (Landesschule Grimma), Handschrift.
- Was stehet ihr hier müßig. Sammlung Michaeliskirche Erfurt, Handschrift, Mus. ms. 18904.
- Weihnachtshistorie. Siehe Es waren Hirten auf dem Felde.
- Wenn ich zu dir rufe. Sammlung Michaeliskirche Erfurt, Handschrift Mus. ms. 18896.
- Wird denn der Herr ewiglich verstoßen. Sammlung Gotthold, Handschrift, nicht zugänglich.

2.1.5. Geistliche Konzerte
- Ach Herr straf mich nicht. (A.), Handschrift.
- Ach Herr strafe mich nicht. (C.), Sammlung Jacobi (Landesschule Grimma), Handschrift.
- Ach Herr wie sind. (C.), Handschrift.
- Ach was erhebt sich doch. (A., T., B.), Handschrift.
- Als der Tag der Pfingsten. (S, A, T, B, Instr.), Sammlung Michaeliskirche Erfurt, Handschrift, Mus. ms. 18898.
- Das Blut Christi. (S, A, T, B, Instr.), Handschrift.
- Der Herr ist mein Hirt. (A., T., B.), Sammlung Bokemeyer, Handschrift, Mus. ms. 18884.
- Der Name des Herren. (S, S, A, T, B, 2 Violinen und Bc.)
- Entsetze dich Natur. (S, A, T, B, Instr.), Sammlung Michaeliskirche Erfurt, Handschrift, Mus. ms. 18902.
- Fürchte dich nicht. (S, A, T, B, Instr.), Sammlung Bokemeyer, Handschrift, Mus. ms. 18884.
- Fürchte dich nicht. (2S, A, T, B, Instr.), Handschrift in Dübensammlung, Universitätsbibliothek Uppsala; Verlag C. Hofius, Ammerbuch 2007.
- Gelobet sei der Herr. (S, A, T, B, Instr.), Sammlung Michaeliskirche Erfurt, Handschrift, Mus. ms. 18897.
- Ich bin von Helicon gekommen. (S, A, T, B, Instr.), Leipzig 1652, Druck in: Pindisches Freuden-Lied… Immanuel Gebern. Druck Q. Bauch
- Ich weiß, daß mein Erlöser lebt. (B.), Sammlung Jacobi (Landesschule Grimma), Handschrift.
- Ich will den Herrn loben. (A., T.), Sammlung Bokemeyer, Handschrift, Mus. ms. 18884.
- Jauchzet dem Herrn. (S, A, T, B, Instr.), Sammlung Michaeliskirche Erfurt, Handschrift, Mus. ms. 18900.
- Jauchzet dem Herrn. (S, A, T, B, Instr.), Sammlung Michaeliskirche Erfurt, Handschrift, Mus. ms. 18903.
- Jauchzet Gott. (S, A, T, B, Instr.), Sammlung Koch, Handschrift, 1945–1999 verschollen.
- Lobet den Herrn alle Heiden. (S, A, T, B, Instr.), Handschrift, verschollen, aber z. T. in Sparten Winterfelds u. Teschners zugänglich.
- Lobt Gott. (S, A, T, B, Instr.), Sammlung Michaeliskirche Erfurt, Handschrift Mus. ms. 18892, Echtheit ungesichert
- Mein Gott ich danke dir. (S, A, T, B, Instr.), Sammlung Michaeliskirche Erfurt, Handschrift Mus. ms. 18905
- Meine Sünden betrüben mich. (S, A, T, B, Instr.), Sammlung Bokemeyer, Handschrift Mus. ms. 18884, Echtheit nicht gesichert
- Meines Lebens letzte Zeit. (S, A, T, B, Instr.), o. O. 1655, Druck in Melodia… Auff Begehren… Heinrich Bechers.
- Nun gibst du Gott einen gnädigen Regen. (S, A, T, B, Instr.), Sammlung Michaeliskirche Erfurt, Handschrift Mus. ms. 18893
- Nun Gott lob, es ist vollbracht. (S, A, T, B, Instr.), Leipzig 1652, Druck in: Valet- u. Trost-Lied… Frauen Magdalenen, geborner Richterin. Druck T. Ritzsch.
- Nur Creutz und Noth. (S, A, T, B, Instr.), Leipzig 1654, Druck in Letzte Ehre… Friedrich Conradt.
- O Jesu süß. (Chaconne) (T.), Sammlung Michaeliskirche Erfurt, Handschrift, Mus. ms. 18895.
- O welch eine Tiefe. (S, A, T, B, Instr.), Sammlung Bokemeyer, Handschrift, Mus. ms. 18884.
- Preise Jerusalem. (S, A, T, B, Instr.), Sammlung Gotthold, Handschrift, nicht zugänglich.
- Siehe an die Werke Gottes. (S, S, A, T, B, 2 Violinen, 2 Violen (oder Posaunen), Fagott (oder Posaune) und Bc.) Sammlung Michaeliskirche Erfurt, Handschrift, Mus. ms. 18891.
- Siehe eine Jungfrau. (S, A, T, B, Instr.), Sammlung Jacobi (Landesschule Grimma), Handschrift.
- Stehe auf meine Freundin. (S, A, T, B, Instr.), Sammlung Koch, Handschrift, 1945–1999 verschollen.
- Tretet her. (S, A, T, B, Instr.), Leipzig 1654, Druck in: Melodia… Herrn Johann Ernst Bosen.
- Unser Trübsal. (S, A, T, B, Instr.), Sammlung Bokemeyer, Handschrift, Mus. ms. 18884.
- Was hat der Mensch. (S, A, T, B, Instr.), Leipzig 1650, Druck in: Letzter Abschied… Bartholomäi Hahns. Druck F. Lanckisch
- Was ist es doch. (S, A, T, B, Instr.), Leipzig 1654, Druck in: Melodia… Bey… Leichenbestattung… Polycarpi Wirthens.
- Wie der Hirsch schreiet (C.), Sammlung Düben, Handschrift
- Wie lieblich sind deine Wohnungen. (S, A, T, B, Instr.), Sammlung Jacobi (Landesschule Grimma), Handschrift.

2.1.6. Kernsprüche
- Kern-Sprüche / Mehrentheils aus heiliger Schrift Altes / und Neues Testaments, theils auch aus etlichen alten Kir/chenlehren genommen und in die Music mit 3. 4. 5. 6. und 7. Stim/men samt ihrem Basso Continuo, auff unterschiedliche Arten, mit und / ohne Violen gesetzet / von / Johann Rosenmüllern. / In Verlegung des Autors und bey demselben in Leipzig zu finden. / Leipzig, Gedruckt bey Fried. Lanckischen sel. Erben. 1648. Vorrede von Caspar Ziegler. (1621–1690).
- Andere Kern-Sprüche… Auff Kosten Zachar. Hertels, Buchführers in Hamburg, / druckts in Leipzig mit Fried. Lankisch Schriften / Christopherus Cellarius, 1652. (für 3 bis 7 Vokalstimmen und Bc.)

2.1.7. Hochzeitsmusik
- Es muß dir, wertes Paar. Hochzeitsmusik für die am 26. November 1645 in Leipzig gefeierte Hochzeit des schwedischen Generalmajors Robert Douglas (1611–1662), aufgeführt vom studentischen Collegium musicum in Leipzig. Sammlung Düben. (Universitätsbibliothek Uppsala).

2.2. Lateinische Vokalwerke
2.2.1. Ordinariumsvertonungen
- Credo. (S, A, T, B, Instr.), Handschrift, verschollen, aber z. T. in Sparten Winterfelds u. Teschners zugänglich.
- Dies irae. Sequenz aus dem Requiem für Soli S, A, T, B, Chor S, A, T, B, Streicher, Fagott und Bc. Sammlung Bokemeyer, Handschrift Mus. ms. 18881.
- Gloria – Das Wort ward Fleisch. (S, A, T, B, Instr.), Sammlung Bokemeyer, Handschrift Mus. ms. 18880.
- Gloria in excelsis. (S, A, T, B, Instr.), Sammlung Bokemeyer, Handschrift Mus. ms. 18880.
- Gloria in excelsis. (S, A, T, B, Instr.), Sammlung Michaeliskirche Erfurt, Handschrift Mus. ms. 18901.
- Magnificat. (S, A, T, B, Instr.), Handschrift.
- Magnificat. (S, A, T, B, Instr.), Handschrift, verschollen, aber z. T. in Sparten Winterfelds u. Teschners zugänglich.
- Magnificat in c. (Soli, Doppelchor S, A, T, B + S, A, T, B, 2 Trompeten (Zinken), 3 Posaunen, Streicher und Bc.), Sammlung Bokemeyer, Handschrift, Mus. ms. 18882.
- Missa. (stile antico) (S, A, T, B, Instr.), Handschrift (Neudruck Commer), verschollen, aber z. T. in Sparten Winterfelds u. Teschners zugänglich
- Missa brevis. (S, A, T, B, Instr.), Sammlung Bokemeyer, Handschrift, Mus. ms. 18880.
- Missa im stile antico. (S, A, T, B, Instr.), Sammlung Bokemeyer, Handschrift, Mus. ms. 18880.
- Te deum laudamus. (S, A, T, B, Instr.), Sammlung Bokemeyer, Handschrift, Mus. ms. 18882.

2.2.2. Psalmvertonungen und Geistliche Konzerte
- Ad dominum cum tribularer. (S, A, T, B, Instr.), Sammlung Bokemeyer, Handschrift Mus. ms. 18881.
- Ad proelium. (C.), Sammlung Bokemeyer, Handschrift Mus. ms. 18883.
- Ad pugnas ad bella. (C. / Sopran, Trompete, Streicher, Fagott, B. c.), Sammlung Bokemeyer, Handschrift Mus. ms. 18883.
- Afferte domino. (S, A, T, B, Instr.), Sammlung Bokemeyer, Handschrift Mus. ms. 18881.
- Ascendit Christus. (A.), Sammlung Bokemeyer, Handschrift Mus. ms. 18883.
- Ascendit invictissimus salvator. (B.), Sammlung Bokemeyer, Handschrift Mus. ms. 18883.
- Aude quid times. (B.), Sammlung Bokemeyer, Handschrift Mus. ms. 18883.
- Aurora rosea. (C.), Sammlung Bokemeyer, Handschrift Mus. ms. 18883.
- Beati omnes. (S, A, T, B, Instr.), Sammlung Bokemeyer, Handschrift Mus. ms. 18881.
- Beatus vir. (A., T., B.), Sammlung Bokemeyer, Handschrift Mus. ms. 18887.
- Beatus vir. (S, A, T, B, Instr.), Sammlung Bokemeyer, Handschrift Mus. ms. 18887.
- Beatus vir. (S, A, T, B, Instr.), Sammlung Bokemeyer, Handschrift Mus. ms. 18887.
- Beatus vir. (S, A, T, B, Instr.), Sammlung Bokemeyer, Handschrift Mus. ms. 18887.
- Beatus vir. (S, A, T, B, Instr.), Sammlung Bokemeyer, Handschrift Mus. ms. 18887.
- Beatus vir. (S, A, T, B, Instr.), Sammlung Bokemeyer, Handschrift Mus. ms. 18887.
- Beatus vir. (S, A, T, B, Instr.), Sammlung Koch, Handschrift, 1945–1999 verschollen.
- Benedicam dominum. (2 T., B. ohne Instr.), Sammlung Bokemeyer, Handschrift Mus. ms. 18881.
- Benedicta sancta trinitas. (Vokalfuge), Handschrift, verbrannt, Abschrift Graupners.
- Classica tympana. (S, A, T, B, Instr.), Sammlung Bokemeyer, Handschrift Mus. ms. 18881.
- Coelestes spiritus. (C.), Sammlung Bokemeyer, Handschrift Mus. ms. 18883.
- Confitebor. (C.), Sammlung Jacobi (Landesschule Grimma), Handschrift.
- Confitebor quoniam audisti (S, A, T, B, Instr.), Sammlung Bokemeyer, Handschrift Mus. ms. 18886.
- Confitebor tibi domine. (2 A), Sammlung Bokemeyer, Handschrift Mus. ms. 18886.
- Confitebor tibi domine. (A., T., B.), Sammlung Bokemeyer, Handschrift Mus. ms. 18886.
- Confitebor tibi domine. (C.), Sammlung Bokemeyer, Handschrift Mus. ms. 18886.
- Confitebor tibi domine. (S, A, T, B, Instr.), Sammlung Bokemeyer, Handschrift Mus. ms. 18886.
- Confitebor tibi domine. (S, A, T, B, Instr.), Sammlung Bokemeyer, Handschrift Mus. ms. 18886.
- Confitebor tibi domine. (S, A, T, B, Instr.), Sammlung Bokemeyer, Handschrift Mus. ms. 18886.
- Confitebor tibi domine. (S, A, T, B, Instr.), Sammlung Bokemeyer, Handschrift Mus. ms. 18886.
- Confitebor tibi domine. Geistliches Konzert. (Soli S, A, T, B, Chor S, A, T, B, Streicher, Fagott und Bc.) Sammlung Bokemeyer, Handschrift Mus. ms. 18886.
- Congregati sunt. (2 B.), Sammlung Bokemeyer, Handschrift Mus. ms. 18881.
- Cor meum eja laetare. (C., B.), Sammlung Bokemeyer, Handschrift Mus. ms. 18881.
- Credidi, propter quod locutus sum. (S, A, T, B, Instr.), Handschrift, verschollen, aber z. T. in Sparten Winterfelds u. Teschners zugänglich.
- De profundis. (S, A, T, B, Instr.), Sammlung Bokemeyer, Handschrift Mus. ms. 18881.
- Dilexit quoniam. (S, A, T, B, Instr.), Sammlung Bokemeyer, Handschrift Mus. ms. 18881.
- Dixit dominus. (S, A, T, B, Instr.), Handschrift, verschollen, aber z. T. in Sparten Winterfelds u. Teschners zugänglich.
- Dixit dominus. (S, A, T, B, Instr.), Handschrift, verschollen, aber z. T. in Sparten Winterfelds u. Teschners zugänglich.
- Dixit dominus. (S, A, T, B, Instr.), Sammlung Bokemeyer, Handschrift Mus. ms. 18889.
- Dixit dominus. (S, A, T, B, Instr.), Sammlung Bokemeyer, Handschrift Mus. ms. 18889.
- Dixit dominus. (S, A, T, B, Instr.), Sammlung Bokemeyer, Handschrift Mus. ms. 18889.
- Dixit dominus. Geistliches Konzert. (Soli S, A, T, B, Chor S, A, T, B, Streicher, Fagott und Bc.) Sammlung Bokemeyer, Handschrift Mus. ms. 18889
- Domine cor meum iam ardet. (B.), Sammlung Bokemeyer, Handschrift Mus. ms. 18883.
- Domine ne in furore. (B.), Sammlung Bokemeyer, Handschrift Mus. ms. 18883.
- Domine probasti me. (S, A, T, B, Instr.), Sammlung Bokemeyer, Handschrift Mus. ms. 18881.
- Ecce nunc benedicite. (A.), Sammlung Bokemeyer, Handschrift Mus. ms. 18883.
- Ecce nunc benedicite. (B.), Sammlung Bokemeyer, Handschrift Mus. ms. 18883.
- Ego te laudo. (2 C., B. ohne Instr.), Sammlung Bokemeyer, Handschrift Mus. ms. 18881.
- Eja torpentes. (C.), Sammlung Bokemeyer, Handschrift Mus. ms. 18883.
- Estote fortes. (2 B.), Sammlung Bokemeyer, Handschrift Mus. ms. 18881.
- Exultate. (C.), Sammlung Bokemeyer, Handschrift Mus. ms. 18883.
- Homo dei creatura. (B.), Sammlung Bokemeyer, Handschrift Mus. ms. 18883.
- In hac misera valle. (2 C., B. ohne Instr.), Handschrift, verschollen, aber z. T. in Sparten Winterfelds u. Teschners zugänglich.
- In te domine speravi. (A.), Sammlung Bokemeyer, Handschrift Mus. ms. 18889.
- In te domine speravi. (A., T.), Sammlung Bokemeyer, Handschrift Mus. ms. 18889.
- In te domine speravi. (C.), Sammlung Bokemeyer, Handschrift Mus. ms. 18889.
- In te domine speravi. (C., A.), Sammlung Bokemeyer, Handschrift Mus. ms. 18889.
- In te domine speravi. (S, A, T, B, Instr.), Handschrift, verschollen, aber z. T. in Sparten Winterfelds u. Teschners zugänglich.
- In te domine speravi. (S, A, T, B, Instr.), Sammlung Bokemeyer, Handschrift Mus. ms. 18889.
- In te domine speravi. (T.), Sammlung Bokemeyer, Handschrift Mus. ms. 18889.
- Jesu mi amor. (3 C. ohne Instr.), Sammlung Bokemeyer, Handschrift Mus. ms. 18882.
- Jube domine (S, A, T, B, Instr.), Sammlung Bokemeyer, Handschrift Mus. ms. 18882.
- Jubilate. (B.), Sammlung Bokemeyer, Handschrift Mus. ms. 18883.
- Jubilent aethera. (C.), Sammlung Bokemeyer, Handschrift Mus. ms. 18883.
- Laetatus sum. (C., T., B.), Sammlung Bokemeyer, Handschrift Mus. ms. 18882.
- Laetatus sum. (S, A, T, B, Instr.), Handschrift, verschollen, aber z. T. in Sparten Winterfelds u. Teschners zugänglich.
- Laetatus sum. (S, A, T, B, Instr.), Sammlung Bokemeyer, Handschrift Mus. ms. 18882.
- Lamentationes Jeremiae. (S, A, T, B, Instr.), Sammlung Bokemeyer, Handschrift Mus. ms. 18883.
- Pro die mercuri sancto. (Zum Karmittwoch; B, B.c.)
- Pro die jovis sancto. (Zum Gründonnerstag; B, B.c.)
- Lauda Jerusalem. (S, A, T, B, Instr.), Sammlung Düben, Handschrift.
- Lauda Jerusalem. (S, A, T, B, Instr.), Sammlung Jacobi (Landesschule Grimma), Handschrift.
- Lauda Sion. (A., T., B.), Sammlung Bokemeyer, Handschrift Mus. ms. 18882.
- Laudate dominum. (S, A, T, B, Instr.), Sammlung Bokemeyer, Handschrift Mus. ms. 18882.
- Laudate dominum. (S, A, T, B, Instr.), Sammlung Bokemeyer, Handschrift Mus. ms. 18882.
- Laudate pueri. (2 C., B.), Sammlung Bokemeyer, Handschrift Mus. ms. 18890.
- Laudate pueri. (C., A., B.), Sammlung Bokemeyer, Handschrift Mus. ms. 18890.
- Laudate pueri. (S, A, T, B, Instr.), Handschrift, verschollen, aber z. T. in Sparten Winterfelds u. Teschners zugänglich.
- Laudate pueri. (S, A, T, B, Instr.), Sammlung Bokemeyer, Handschrift Mus. ms. 18890.
- Laudate pueri. (S, A, T, B, Instr.), Sammlung Bokemeyer, Handschrift Mus. ms. 18890.
- Laudate pueri. (S, A, T, B, Instr.), Sammlung Bokemeyer, Handschrift Mus. ms. 18890.
- Laudate pueri. (S, A, T, B, Instr.), Sammlung Bokemeyer, Handschrift Mus. ms. 18890.
- Laudate pueri. (S, A, T, B, Instr.), Sammlung Bokemeyer, Handschrift Mus. ms. 18890.
- Laudate pueri. (S, A, T, B, Instr.), Sammlung Bokemeyer, Handschrift Mus. ms. 18890.
- Laudate pueri. (S, A, T, B, Instr.), Sammlung Bokemeyer, Handschrift Mus. ms. 18890.
- Laudate pueri. (Vokalfuge), Handschrift, verbrannt, Abschrift Graupners.
- Levavi oculos. (S, A, T, B, Instr.), Sammlung Bokemeyer, Handschrift Mus. ms. 18882.
- Lumina verte in me. (C.), Sammlung Bokemeyer, Handschrift Mus. ms. 18883.
- Mater Jerusalem. (A., T., B. ohne Instr.), Sammlung Bokemeyer, Handschrift Mus. ms. 18882.
- Miserere mei deus. (A., T., B.), Handschrift, verschollen, aber z. T. in Sparten Winterfelds u. Teschners zugänglich.
- Miserere mei deus. (A., T., B.), Sammlung Jacobi (Landesschule Grimma), Handschrift.
- Misericordias domini. (C.), Sammlung Bokemeyer, Handschrift Mus. ms. 18883.
- Nihil novum sub sole. (S, A, T, B, Instr.), Sammlung Bokemeyer, Handschrift Mus. ms. 18882.
- Nisi dominus aedificaverit. (A., T., B.), Sammlung Bokemeyer, Handschrift Mus. ms. 18889.
- Nisi dominus aedificaverit. (C.), Sammlung Bokemeyer, Handschrift Mus. ms. 18889.
- Nisi dominus aedificaverit. (S, A, T, B, Instr.), Sammlung Bokemeyer, Handschrift Mus. ms. 18889.
- Nisi dominus aedificaverit. (S, A, T, B, Instr.), Sammlung Bokemeyer, Handschrift Mus. ms. 18889.
- Nunc dimittis. (C.), Sammlung Bokemeyer, Handschrift Mus. ms. 18883.
- Nunc dimittis. (S, A, T, B, Instr.), Handschrift, verschollen, aber z. T. in Sparten Winterfelds u. Teschners zugänglich.
- Nunc dimittis. (Geistl. Konzert für Soli S, A, T, B, Chor S, A, T, B, Streicher, Fagott und Bc.) Sammlung Bokemeyer, Handschrift Mus. ms. 18882.
- O anima mea. (A.), Sammlung Düben, Handschrift.
- O deus meus. (2 C. ohne Instr.), Sammlung Bokemeyer, Handschrift Mus. ms. 18882.
- O felicissimus. (C.), Sammlung Bokemeyer, Handschrift Mus. ms. 18883.
- O lux beata trinitas. (Chaconne) (S, A, T, B, Instr.), Handschrift.
- O quam felix quam serena. (B.), Sammlung Bokemeyer, Handschrift Mus. ms. 18883.
- O sacrum convivium. (C., B. ohne Instr.), Sammlung Bokemeyer, Handschrift Mus. ms. 18882.
- O salvator. (A.), Sammlung Bokemeyer, Handschrift Mus. ms. 18883.
- Puer natus est nobis. (S, A, T, B, Instr.), Sammlung Jacobi (Landesschule Grimma), Handschrift.
- Quem vidistis. (S, A, T, B, Instr.), Sammlung Koch, Handschrift, 1945–1999 verschollen.
- Qui habitat. (S, A, T, B, Instr.), Sammlung Bokemeyer, Handschrift Mus. ms. 18882.
- Resonet organa. (S, A, T, B, Instr.), Handschrift Sbd. 40075, Fragmentarisch erhalten, Echtheit nicht sicher verbürgt. Sparten von Winterfeld und Teschner.
- Salve dulcis salvator. (C.), Sammlung Bokemeyer, Handschrift Mus. ms. 18883.
- Salve mi Jesu. (B.), Sammlung Bokemeyer, Handschrift Mus. ms. 18882.
- Salve mi Jesu. (B.), Sammlung Bokemeyer, Handschrift Mus. ms. 18883.
- Salve mi Jesu. (C., A., B.), Sammlung Bokemeyer, Handschrift Mus. ms. 18882.
- Si deus pro nobis. (B.), Sammlung Bokemeyer, Handschrift Mus. ms. 18883.
- Sit gloria domini. (C.), Sammlung Bokemeyer, Handschrift Mus. ms. 18883.
- Surgamus ad laudes. (2 C. ohne Instr.), Sammlung Bokemeyer, Handschrift Mus. ms. 18882.
- Tamquam sponsus. (C.), Sammlung Bokemeyer, Handschrift Mus. ms. 18883.
- Vox dilecti mei. (A.), Sammlung Bokemeyer, Handschrift Mus. ms. 18883.

3. Nicht erhaltene und zweifelhafte Werke
- Rosenmüller, Johann: Der beständige Orpheus. Bey Getroffenem Hoch-Fürstl. Braunschw. Lüneb. Eheverbündniß mit dem Hoch-Gräfl. Schwartzburgischem Hause; In einem Singe-Spiel Vorgestellet / Auf dem Lust-Hause Saltzthalem / Im Jahr 1684. Wolfenbüttel 1684. (Nur Textdruck)